# جیم کوپر
جیم کوپر (به انگلیسی: Jim Cooper) نمایندهٔ حوزه انتخابیه پنجم تنسی از حزب دموکرات ایالات متحده آمریکا در مجلس نمایندگان ایالات متحده آمریکا است که برای نخستین‌بار در ۳ ژانویه ۲۰۰۳ میلادی به‌عضویت این مجلس درآمد.